# مجتبى رمضاني
مجتبی رمضاني (الفارسية: مجتبی رمضانی) هو لاعب وسط إيراني يلعب حاليًا في أحد أندية دوري المحترفين الإيراني.

## المسيرة مع الأندية

### البدايات
بدأ مسيرته الكروية في مدينة قائم شهر مع عدد من الأندية. وفي دوري قائم شهر الدرجة الأولى والثانية، ساعد فريق استقلال لموك على الصعود إلى الدوري الممتاز لمازندران.

### نساجي
بعد نجاحه في الاختبارات الفنية لنادي نساجي مازندران، وقع للنادي على سبيل الإعارة من استقلال لموك. في موسمه الأول مع نساجي، ساعد محمد عباس زاده على تسجيل 18 هدفًا في موسم 2013–14. تلقى عروضًا من تراكتور سازي وراه آهن بعد تألقه في الدوري، لكنه وقع عقدًا جديدًا مع نساجي لموسم إضافي. بدأ الموسم ضمن التشكيلة الأساسية وسجل 4 أهداف حتى منتصف الموسم. خلال فترة الانتقالات الشتوية تلقى عرضًا من صبا قم لكن نادي نساجي نفى تلقيه أي عروض رسمية وأصر على بقائه. أنهى الموسم بـ19 مشاركة و5 أهداف.

### سايبا
انضم رمضاني إلى سايبا في صيف 2014. وشارك لأول مرة مع الفريق ضد غسترش فولاد كبديل لـمهدي ترابي في أغسطس 2014.

## إحصائيات الأندية
آخر تحديث 15 مايو 2015.
| النادي         | الدوري                  | الموسم  | الدوري  | الدوري | كأس حذفي | كأس حذفي | آسيا    | آسيا  | المجموع | المجموع |
| النادي         | الدوري                  | الموسم  | مباريات | أهداف  | مباريات  | أهداف    | مباريات | أهداف | مباريات | أهداف   |
| -------------- | ----------------------- | ------- | ------- | ------ | -------- | -------- | ------- | ----- | ------- | ------- |
| نساجي مازندران | دوري آزادغان            | 2012–13 | 17      | 7      | 0        | 0        | –       | –     | 17      | 7       |
| نساجي مازندران | دوري آزادغان            | 2013–14 | 22      | 6      | 0        | 0        | –       | –     | 22      | 6       |
| سايبا          | دوري المحترفين الإيراني | 2014–15 | 19      | 2      | 1        | 0        | –       | –     | 20      | 2       |
| المجموع        |                         |         | 58      | 15     | 1        | 0        | 0       | 0     | 59      | 15      |

## وصلات خارجية
- مجتبی رمضاني في موقع PersianLeague.com
- مجتبی رمضاني في موقع IranLeague.ir